# Antonio Paliari
Antonio Paliari detto Marcò (... – dopo il 1610) è stato un architetto italiano.

## Attribuzione
Al Paliari (originario di Morcote = Morcò, Ticino (CH) è stata attribuita la direzione del cantiere relativo alla costruzione della Basilica di San Giorgio Maggiore dopo la morte di Andrea Palladio: in particolare eresse la facciata, altrimenti attribuita erroneamente da Tommaso Temanza a Vincenzo Scamozzi. I primi a notare l'errore d'attribuzione furono Emmanuele Antonio Cicogna nelle Iscrizioni veneziane (volume IV) e l'abate Antonio Magrini nell'opera Le opere pubbliche e i palazzi privati di Andrea Palladio: essi notarono che in alcun documento d'archivio del monastero appariva il nome dello Scamozzi, mentre più volte era citato il Paliari. Un ipotetico documento che attesterebbe l'opera dello Scamozzi fu identificato da Temanza, ma mai più ritrovato, e si può quindi supporre secondo Zanotto non sia mai esistito. Nell'archivio è presente invece un importante documento, attribuito al monaco 
Fortunato Olmo: 
Considerato che solo il Paliari si vede citato nelle carte d'archivio, che tanto minuziosamente elencavano i procedimenti che interessavano il cantiere, si può credere che, in assenza d'altri nomi, fu egli a compiere l'intera fabbrica dopo la morte del Palladio. Tutte le collaborazioni sono segnalate: Alessio di Cecchin, tagliapietra veronese che dal 1597 in poi fornì le pietre, Giambattista Albanese, scultore vicentino che abitava a padova e scolpì cinque statue, Giulio dal Moro, veronese, che scolpì i busti dei dogi Tribuno Memmo e Sebastiano Ziani. Esistono altre prove contrarie al fatto che lo Scamozzi abbia realizzato la facciata, che si aggiungono al fatto che egli mai sia citato nei documenti: durante il periodo di attività del cantiere fu occupato in altri luoghi: nel 1602 progettò Palazzo Strozzi, nel 1604 e nel 1607 fu a Salisburgo, nel 1604 disegnò a Gorizia i palazzi Attimis e Dalla Torre e a Cleves palazzo Hodorf.